# Глобалізація господарського життя
Глобаліза́ція господа́рського життя́ — формування цілісного світового господарства на основі розвитку обширних економічних зв'язків між фірмами, країнами і регіонами.
Лібералізація валютного ринку та глобальні геополітичні зміни клімату спричинили значне збільшення обсягу міжнародної торгівлі. У той час як в 1986 міжнародна торгівля становила US $2000 млрд, через десять років її обсяг був 5200 млрд — зростання на 260%.